# Journey to the West (televisieserie)
Journey to the West is een Chinese avonturenserie waarvan de eerste aflevering op 1 oktober 1986 werd uitgezonden in de Volksrepubliek China door CCTV.
De serie is gebaseerd op het gelijknamige boek Journey to the West, dat deel uitmaakt van de vier klassieke romans uit de Chinese literatuur.
De serie bestaat uit twee seizoenen. Het eerste seizoen omvat 25 afleveringen en werd uitgezonden in 1986. Het tweede seizoen omvat 16 afleveringen en werd uitgezonden in 1999.

## Rolverdeling
- Liu Xiao Ling Tong: Sun Wukong
- Wang Yue: Tang Sanzang
- Xu Shaohua: Tang Sanzang
- Chi Chongrui: Tang Sanzang
- Ma Dehua: Zhu Bajie
- Yan Huaili: Sha Wujing